# Алга (футбольный клуб)
«Алга» — киргизский футбольный клуб из Бишкека. Основан в 1947 году.
Во времена СССР «Алга» была сильнейшим клубом Киргизской ССР, которая постоянно участвовала в первенстве СССР, проведя в общей сложности 27 сезонов в первой и 16 сезонов во второй лиге. «Алга» единственный киргизский клуб, выигрывавший турнир во Второй лиге и отыгравший больше одного сезона в Первой лиге (вторым клубом, единожды выступившим в Первой лиге, было фрунзенское «Динамо»).

## Названия
- 1947—1949 — «Зенит»
- 1950—1952 — «Трудовые резервы»
- 1953—1954 — «Искра»
- 1955—1960 — «Спартак»
- 1961—1992, 1994—1995 и с 2010 — «Алга»
- 1993 — «Алга»-РИИФ
- 1996—1997 — «Алга»-ПВО
- 1998-май 2004 — СКА-ПВО
- 2004 — СКА-«Шоро»
- 2005 — «Шоро»-СКА
- до августа 2007 — «Авиатор»-ААЛ

## История

### СССР
В 1947 году в городе Фрунзе была создана команда мастеров под названием «Зенит». В 1950-е годы клуб назывался «Трудовые резервы», «Искра», «Спартак» и выступал в Классе «Б» союзного первенства (третий по уровню дивизион).
В первый год существования команда дебютировала во второй по рангу лиге чемпионата СССР, заняв 8-е место в среднеазиатской зоне.
Турнир Высшей лиги 1948 года задумывался как состязание команд всех союзных республик и крупнейших промышленных центров РСФСР и Украины и «Алга» (тогда ещё «Зенит») была включена в состав участников высшей лиги. 2 мая 1948 начались игры 30-ти команд в 2-х подгруппах (зонах). Однако календаря игр не было, а дальнейшая система матчей вообще объявлена не была. По другим данным, планировалось, что команды проведут игры по системе «каждый с каждым» в один круг. В период со 2 по 14 мая состоялось 30 матчей, 22 из которых были аннулированы в связи с изменением системы розыгрыша. После 30 игр чемпионат продолжили 14 команд, а остальные 16 команд, включая «Алгу», отправили в лигу ниже. С того момента и до 1973 года включительно «Алга» выступала во второй по рангу лиге чемпионата СССР.
В 1961 году команду переименовали в «Алгу». Через год фрунзенцы финишировали вторыми и получили право участвовать в Классе «А», которым теперь стали именовать вторую по рангу лигу чемпионата СССР (Классом «Б» стала именоваться вновь образованная третья по рангу лигу чемпионата СССР).
Наибольшего успеха «Алга» достигла в 1967 году. Остроатакующий футбол позволил ей занять 3-е место в Первой лиге СССР. Несколько очков не хватило клубу, чтобы выйти в высший эшелон советского футбола. Многие игроки того поколения были приглашены в команды Высшей союзной лиги и покинули «Алгу».
В 1973 году «Алга», заняв последнее 20-е место, впервые покинула Первую лигу.
В 1974 году «Алга», победив последовательно в зональном и полуфинальном турнирах, выиграла финальный турнир и стала единоличным чемпионом Второй лиги.
Но в следующем году команда снова неудачно выступила, заняв опять последнее 20-е место, в Первой лиге и вернулась вторично во Вторую лигу.
Следующие два сезона команда была близка к возвращению в Первую лигу, занимая 4-е и 2-е места в зональной группе. Причем в последнем случае для победы в зональном турнире не хватило всего 2-х очков.
В 1978 году «Алга» вторично выиграла зональный турнир Второй лиги, но проиграла стыковые матчи за право выйти в Первую лигу, разделив итоговое 4-6 место с тремя другими неудачниками стыковых матчей (в тот год во Второй лиге было 6 групп и их победители разыграли между собой в двух матчевом противостоянии 3 путевки в Первую лигу). Но после проведения стыковых игр Федерация футбола СССР приняла неожиданное решение, разрешив повысится в классе всем шести победителям зональных первенств. Таким образом, «Алга», получила путёвку в первую лигу.
Но в следующем году команда опять заняла последнее, на этот раз 24-е место, в Первой лиге и вернулась снова во Вторую лигу. На этот раз уже окончательно. В целом, «Алга» провела в Первой лиге СССР 27 сезонов.
Все последующие годы команда неоднократно делала попытки вернуться и даже несколько раз была близка к возвращению в Первую лигу (четырежды команда финишировала на 2-м месте в зональном турнире, дважды на 3-м месте, ещё по разу на 4-м и 6-м местах). В итоге, «Алга» провела во Второй лиге СССР 16 сезонов.

### Кыргызстан
С 1992 года клуб, время от времени меняя название, начал выступать в высшем дивизионе чемпионата Кыргызстана. Пять раз выигрывал чемпионат страны и 9 раз побеждал в кубке. При этом в 1993 году в высшей лиге играла ещё и вторая команда (под названием «Алга»; первая команда в том году называлась «Алга»-РИИФ), в финале кубка Кыргызстана 1993 «Алга»-РИИФ победила «Алгу» (4:0).
После сезона 2005 года он прекратил существование. В 2007 году была предпринята попытка возродить команду под названием «Авиатор»-ААЛ, но, доиграв до половины чемпионата, она была расформирована владельцами.
В начале 2010 года клуб была возрожден под старым названием «Алга» и заявлен в высший дивизион чемпионата Кыргызстана.

## Достижения

### СССР
Чемпионат СССР
- Первая лига — 1947—1973, 1975 и 1979.
  - В едином турнире с одной группой:
    - 11-е место: 1950, 1972.

  - В турнире с зональными группами (место в одной из групп):
    - -е место: 1962 (11-22-е итоговое место среди 10-ти групп).
    - -е место: 1967 (7-9-е итоговое место среди 3-х групп).
    - 4-е место: 1948 (19-24-е итоговое место среди 6-ти групп), 1966 (10-12-е итоговое место среди 3-х групп).
- Вторая лига — 1974, 1976—1978, 1980—1991.
  - Итоговый финальный турнир Второй лиги (в 1974 и 1978):
    - -е место: 1974.
    - 4-6-е места: 1978.

  - В зональном турнире (место в одной из групп):
    - -е место: 1974, 1978.
    - -е место: 1977, 1980, 1983, 1988, 1989.
    - -е место: 1987, 1991.

Кубок СССР
- 1/16 финала — 1954, 1965, 1971, 1972, 1973, 1975, 1990/91.

### Кыргызстан
- Чемпион Кыргызстана (5): 1992, 1993, 2000, 2001, 2002.
- Обладатель Кубка Кыргызстана (9): 1992, 1993, 1997, 1998, 1999, 2000, 2001, 2002, 2003.
- Финалист Суперкубка Кыргызстана : 2013
- Кубок Ала-Тоо (2): 2007, 2014.

## Тренеры
- Владимир Козырский (1949)
- Валерий Бехтенев (1950)
- Яков Цигель (1954)
- Февзи Карабаджак (1957)
- Февзи Карабаджак (1962)
- Пётр Боголюбов (1963)
- Николай Самарин (1964)
- Виктор Новиков (1965-67)
- Вадим Кириченко (1967)
- Николай Емцов (1968)
- Александр Келлер (X 1968—1970)
- Виктор Пономарёв (1971)
- Вадим Кириченко (1971)
- Александр Кочетков (1972)
- Артём Фальян (1972-73)
- Николай Глебов (1973)
- Пётр Шубин (1974— VI 1976)
- Ревгат Бибаев (VII 1976—1979)
- Николай Разумец (1982—1983)
- Борис Подкорытов (1984)
- Михаил Бичуцкий (1985—1988)
- Борис Подкорытов (1989—1990)
- Вячеслав Соловьёв (1991)
- Борис Подкорытов (1992—1993)
- Александр Шумейко (1997—1999)
- Нематжан Закиров (2000—2003)
- Мурат Джумакеев (2003—2005)
- Мурат Джумакеев (2010)
- Павел Сиротин (2011—2012)
- Нематжан Закиров (2013)
- Нурзат Кадыркулов (2014—2015)
- Александр Бельдинов (2016—2017)
- Нематжан Закиров (2017)
- Руслан Сыдыков (2018—2019)
- Хуршит Лутфуллаев (2019)
- Валерий Березовский (2020—2022)
- Самат Суймалиев (2023—н. в.)